# Teredorus ebenotus
Teredorus ebenotus är en insektsart som beskrevs av Zheng, Z. och Houhun Li 2001. Teredorus ebenotus ingår i släktet Teredorus och familjen torngräshoppor. Inga underarter finns listade i Catalogue of Life.